# Periclimenes difficilis
Periclimenes difficilis är en kräftdjursart som beskrevs av Bruce 1976. Periclimenes difficilis ingår i släktet Periclimenes och familjen Palaemonidae. Inga underarter finns listade i Catalogue of Life.